# Sven Lindqvist

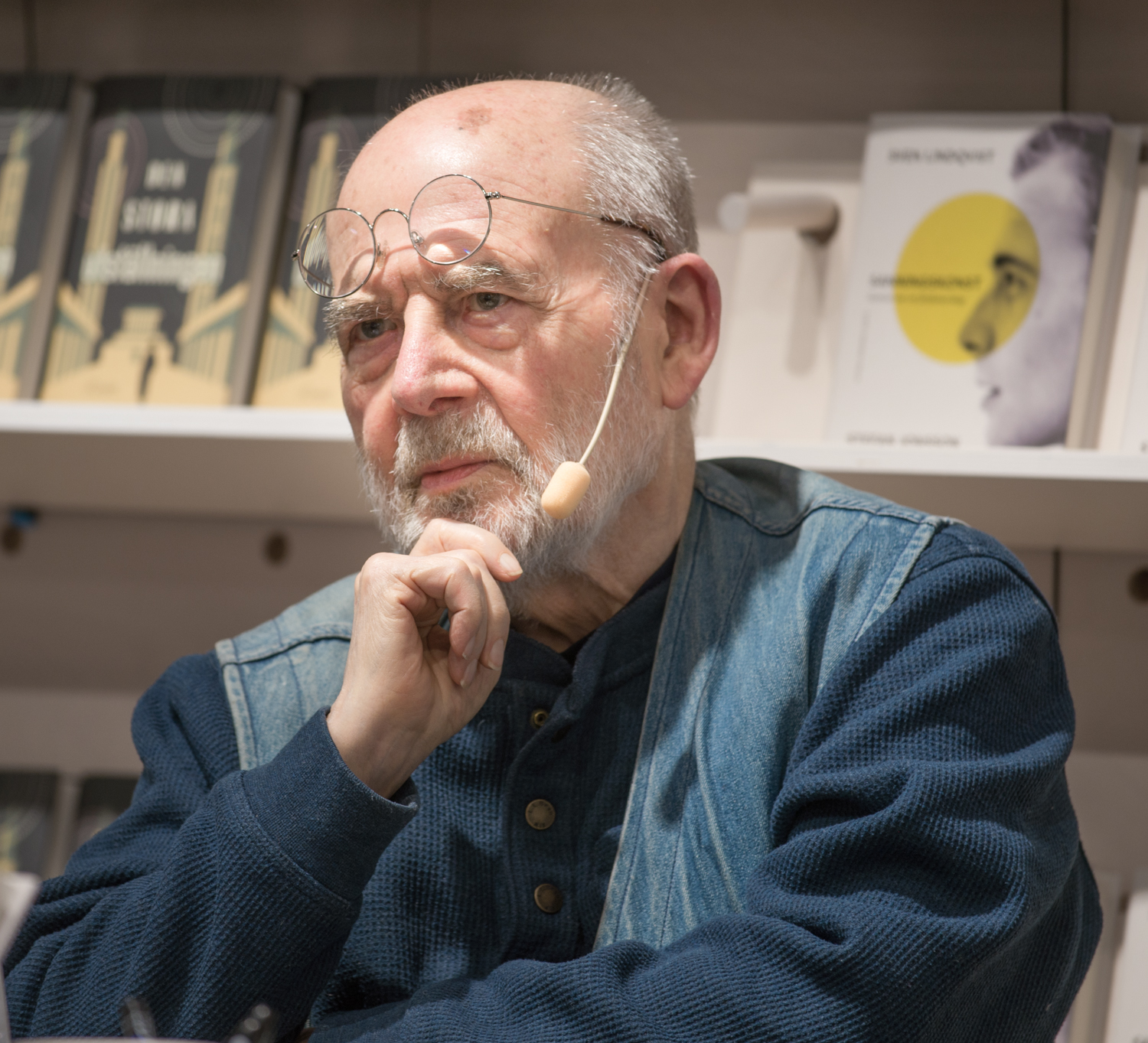
Sven Lindqvist (2018)

Sven Lindqvist (* 28. März 1932 in Stockholm; † 14. Mai 2019) war ein schwedischer Schriftsteller und Literaturhistoriker. Er verfasste mehr als 30 Bücher, meist dokumentarischer Art, unter anderem über Lateinamerika, China und Afrika, in denen er sich mehrfach mit Themen wie Imperialismus, Kolonialismus, Rassismus und Krieg auseinandersetzte.

## Leben und Werk
Sven Lindqvist studierte in Stockholm und schrieb seine Dissertation über den schwedischen Dichter Vilhelm Ekelund. Von 1956 bis 1986 war er mit der Sinologin, Schriftstellerin und Fotografin Cecilia Lindqvist verheiratet. 1960 bis 1961 war er Kulturattaché an der schwedischen Botschaft in Peking. 1979 erhielt er die Ehrendoktorwürde der Universität Uppsala und war dort seit 1990 als Honorarprofessor tätig. Er unternahm zahlreiche Reisen, die die Grundlage für seine Veröffentlichungen wurden; er schrieb u. a. für Dagens Nyheter.
Als Student verbrachte Lindqvist einige Jahre in China. Daraus resultierten seine Bücher Kina inifrån (deutsch 1964: China von innen. 2 Jahre in Maos Reich), das er zusammen mit seiner Frau verfasste, und das 1967 erschienene Myten om Wu Tao-tzu (Der Mythos über Wu Tao-tzu); eine „lose Folge von Beobachtungen, Reflexionen, Literaturanalysen, bei denen östlicher Kollektivismus mit westlichem Individualismus kontrastriert wird“. Der chinesische Künstler Wu Tao-Tzu verschwand angeblich in seiner eigenen Wandmalerei. „Lindqvists Buch ist z. T. als Polemik gegen Hermann Hesses Werk geschrieben, das geprägt sei vom Wunsch, aus der Wirklichkeit in die Kunst zu fliehen.“
Große Wirkung zeigte Lindqvists Veröffentlichung Gräv där du står (1978, deutsch 1989: Grabe, wo du stehst. Handbuch zur Erforschung der eigenen Geschichte). Aus ihr ging in Skandinavien die Geschichtswerkstatt-Bewegung hervor, die viele Menschen veranlasste, ihre lokale und persönliche Geschichte zu erforschen.
Lindqvist schrieb in seinen Werken Nu dog du, Terra Nullius und Avsikt att förinta gegen den Rassismus an. Besonders in seinem Buch Utrota varenda jävel (1992; deutsch 1999: Durch das Herz der Finsternis. Ein Afrika-Reisender auf den Spuren des europäischen Völkermords), dessen Titel auf Joseph Conrads Zitat „Exterminate all the brutes“ („Schlagt diese Bestien alle tot“) in dessen Buch Herz der Finsternis zurückgeht, schrieb er gegen das Unrecht der Kolonialmächte an und zog eine Verbindung bis hin zum Holocaust. Das Buch wurde in 15 Sprachen übertragen und sein Inhalt wurde in Frankreich und Schweden für die Bühne dramatisiert. Das Werk erhielt viel Lob, seine Erzählweise aber auch Kritik:

„Das Ergebnis jedenfalls enttäuscht. Sein Protokoll ‚Durch das Herz der Finsternis‘ ist keine Reisebeschreibung, aber auch keine Geschichtsanalyse, sondern von beidem ein wenig, dabei von beidem zu wenig. Dazu Erinnerung an die eigene Kindheit ganz woanders. An die Großmutter, die süßlich-sauer roch und deshalb in der Küche essen musste. Immer wieder kommt der Autor vom Stöckchen aufs Hölzchen – und selten findet er zurück. Die Gedankenhäufchen, die er unterwegs sammelt, sind modisch durchnummeriert. Sonst ist keine Logik zu erkennen.“

In seinem 1990 erschienenen Reisebericht Ökendykarna (deutsch 2002: Wüstentaucher. Auf den Spuren von Dichtern, Träumern und Generälen) begab sich Lindqvist, den die Sahara, angeregt durch entsprechende Lektüre, bereits als Kind fasziniert hatte, auf die Spuren verschiedener Menschen, die von dieser Wüste besessen waren. Das waren unter anderem der Flieger und Schriftsteller Antoine de Saint-Exupéry, die als Mann verkleidete Weltenbummlerin Isabelle Eberhardt, der französische Abenteurer Michel Vieuchange und der Maler Eugène Fromentin. Er versuchte, ihre Motive zu ergründen. „Doch immer wieder wird der Leser herausgerissen aus den durchaus gelungenen Erzählungen und Legenden und hineingestoßen in die schwedische Kindheit des Autors oder, schlimmer noch, in dessen Befindlichkeit seiner saharischen Reise.“
Lindqvist war seit 1986 mit der schwedischen Wirtschaftswissenschaftlerin Agneta Stark verheiratet und lebte in Stockholm. Er starb im Mai 2019 im Alter von 87 Jahren.

## Veröffentlichungen

### Schwedische Erstausgaben (Auswahl)
- Kina inifrån (1963)
- Asiatisk erfarenhet (1964)
- Dagbok och diktverk. En studie i Wilhelm Ekelunds nordiskt och klassiskt  (1966)
- Myten om Wu Tao-tzu (1967)
- Jord och makt i Sydamerika (1973)
- Jordens gryning – Jord och makt i Sydamerika del II (1974)
- Arbetsbyte (1976)
- Lägenheter på verkstadsgolvet (1977)
- Gräv där du står (1978)
- Kina nu (1980)
- En älskares dagbok (1981)
- En gift mans dagbok (1982)
- En underjordisk stjärnhimmel (1984)
- Elefantens fot (1985)
- Ökendykarna. Bonnier, Stockholm 1990, ISBN 91-0-047713-3.
- Utrota varenda jävel. Bonnier, Stockholm 1992, ISBN 91-0-055610-6.
- Nu dog du. Bombernas århundrade Bonnier, Stockholm 1999, ISBN 91-0-057051-6.
- Terra nullius. En resa genom ingens land. Bonnier, Stockholm 2005, ISBN 91-0-010599-6.
- Avsikt att förinta. Albert Bonniers Förlag, Stockholm 2008, ISBN 978-91-0-011624-8.

### Deutschsprachige Ausgaben
- China von innen. 2 Jahre in Maos Reich. Übersetzung: Irene Salzner. Brockhaus, Wiesbaden 1964.
- Lateinamerika. Der geplünderte Kontinent. Übersetzung: Ute Fröhlich. von Schröder, Hamburg und Düsseldorf 1971, ISBN 3-547-76113-1.
- Grabe, wo du stehst. Handbuch zur Erforschung der eigenen Geschichte. Übersetzung: Manfred Dammeyer. Dietz, Bonn 1989, ISBN 3-8012-0144-9.
- Durch das Herz der Finsternis. Ein Afrika-Reisender auf den Spuren des europäischen Völkermords. Campus, Frankfurt/Main und New York 1999, ISBN 3-593-36176-0.
  - Rottet die Bestien aus! Eine Reise auf den Spuren des europäischen Völkermords. Neuauflage, Alexander Verlag Berlin, 2023, ISBN 978-3-89581-598-0.
- Wüstentaucher. Auf den Spuren von Dichtern, Träumern und Generälen. Übersetzung: Sandra Nalepka. Haymon, Innsbruck 2002, ISBN 3-85218-398-7.
- Eine Wahrheitskunst. In: Lettre International 71, Winter 2005, S. 126–127. ISSN 0945-5167
- Vater, Sohn, heiliges Rad. Auf den Spuren Robert M. Pirsigs. In: Lettre International 72, Frühjahr 2006, S. 70–77. ISSN 0945-5167
- Der Bombertraum. In: Lettre International 76, Frühjahr 2007, S. 16–25. ISSN 0945-5167

## Auszeichnungen
- 1967: Literaturpreis von Svenska Dagbladet
- 1969: Doblougpreis und Großer Journalistenpreis
- 1973: Großer Preis des Literaturvereins
- 1993: Aniara-Preis
- 1999: Lotten-von-Kræmer-Preis
- 2000: Kellgren-Preis der Schwedischen Akademie
- 2008: Essaypreis der Schwedischen Akademie
- 2011: Ivar-Lo-Preis